# خورخي سامبايو
خورخي فرناندو برانكو دي سامبايو (بالإنجليزية: Jorge Fernando Branco de Sampaio)، ولد في (18 سبتمبر 1939)، محامي وسياسي برتغالي وهو رئيس جمهورية البرتغال العشرون (1996 - 2006).

## روابط خارجية
- خورخي سامبايو على موقع الموسوعة البريطانية (الإنجليزية)
- خورخي سامبايو على موقع مونزينجر (الألمانية)
- خورخي سامبايو على موقع إن إن دي بي (الإنجليزية)